# クワトロ (四輪駆動システム)
クワトロ（quattro、イタリア語で「四」を意味する）は、自動車ブランドアウディによって使用される商標であり、「quattro」が付くモデルで全輪駆動（AWD）技術が使われていることを示す。

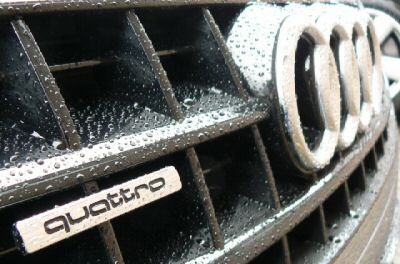
アウディ車のグリル上の「quattro」ロゴバッジ

「quattro」という単語は、ドイツの自動車コンツェルン・フォルクスワーゲン・グループの子会社であるアウディ社の登録商標である。
クワトロは1980年に常時四輪駆動のアウディ・クワトロモデルに初めて導入された。このモデルはしばしば「Ur-Quattro」（Urは「オリジナル」または「初」を意味する）と呼ばれる。「quattro」という用語はその後アウディの全てのAWDモデルに適用されている。商標に由来する命名権が理由で、「quattro」の最初のQの文字は常に小文字で綴られる。
フォルクスワーゲン・グループのその他の企業は4WD車に別の商標を使用している。アウディが常に「quattro」を使用してきたのに対して、フォルクスワーゲンブランドの車は当初は「syncro」、より近年は「4motion」を使用している。シュコダは単にモデル名の後に「4x4」を付けるが、セアトは単に「4」（より近縁は「4Drive」）を使う。上述した商標あるいは命名法はいずれも4WDシステムの動作あるいは種類を規定していない。

## 縦置きシステム

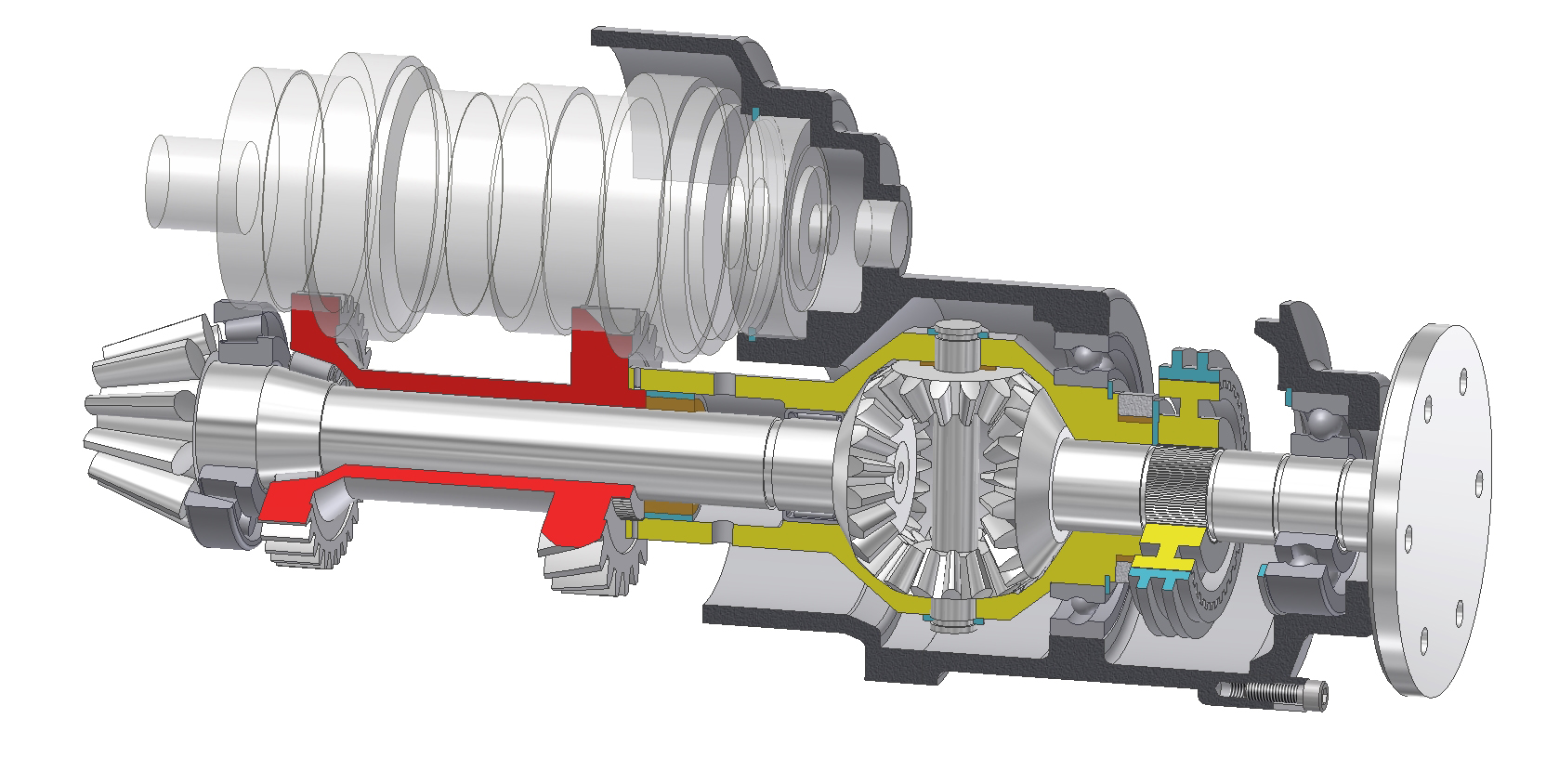
初代クワトロのセンターディファレンシャル（1980年）

フォルクスワーゲン・グループはほぼ第二次世界大戦中の設立時から四輪駆動（4WD）システムを開発してきた。フォルクスワーゲン・キューベルワーゲン、フォルクスワーゲン・シュビムワーゲン、フォルクスワーゲン・コマンドゥアースワーゲンは全て四輪駆動を必要とする軍用車であり、コマンドゥアースワーゲンは4WD版のフォルクスワーゲン・タイプ1である。軍用車の開発と四輪駆動の経験は後の1970年代にドイツ連邦軍のためにフォルクスワーゲン・イルティスを設計するうえで助けとなった。イルティスは初期型の4WDを利用しており、これが後に「クワトロ」と同義となる。

### センターデフロック
最初のquattroシステムでは、エンジンとトランスミッション（変速機）が縦方向に置かれている。トルクはトランスミッションを通して機械式センターディファレンシャル（差動装置またデフとも呼ばれる; 以下デフ）へ送られる。センターデフは前と後ろの駆動車軸間でトルクを分配する役割を果たす。4WDは常時作動している。

### トルセンT1センターデフ
1987年から後、アウディは手動式センターデフロックをトルセン（トルク感知式）I型（T1）センターデフに置き換えた。また、フォルクスワーゲン・パサート（B5）にも搭載された（呼称は当初『シンクロ』であったが、米国市場に出る時点で『4motion』と呼称されるようになっていた）。これによって、走行状況ならびにグリップに応じてエンジンのトルクを個々の車軸へと自動的に向けることができるようになった。「通常の」状況（前後車軸のグリップが等しい）下では、全てではないが多くのシステムにおいて、トルクは前後間で初期設定で50:50で分割される。不利な状況（すなわち、前後間でグリップに差がある時）下では、エンジンのトルクの最大67%から80%（トランスミッションまたはトルセンデフのモデルに依る）を前車軸または後車軸に向けることができる。トルセンセンターデフの完全に自動化された機械特性によって、乗員が全く気付くことなく、よりグリップの大きな車軸へとトルクを瞬時に回すことによって、発生時からホイールの滑りを防ぐことができる。この動作方法は「プロアクティブ（先を見越した）」と言い表すことができる。そのうえ、様々な種類の電子作動デフとは異なり、トルセンは車輪速センサといった情報源からの電子データを必要としない。したがって、ハルデックス・トラクションといった設計とは異なり、「フェイルセーフ」の要素を持っている。比較として、他の四輪駆動システムで使われているビスカスカップリングや電子制御センターデフは、車輪の滑りが起こった後にのみトルクを向け直すため、「リアクティブ（問題が起きてから対応する）」なシステムとなる。このプロアクティブ式は、車軸間のトルク移送に継ぎ目がなく、それにより安定な車両の動きが維持され、車両の制御が失われる見込みが著しく減少するため、旋回中など強い加速下ではプロアクティブ式の優位性が感じられる。

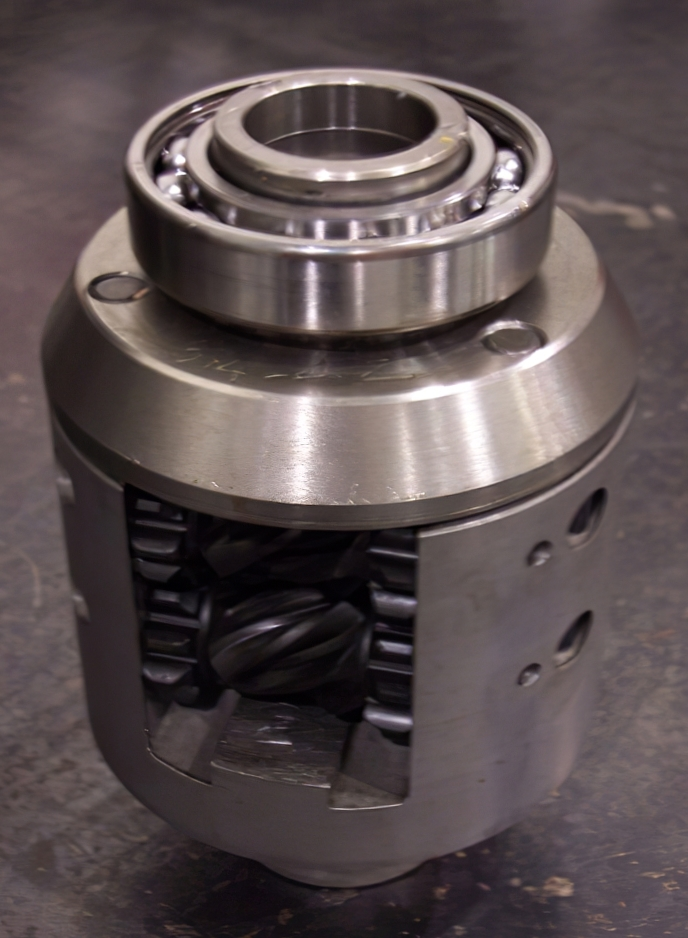
アウディ・クワトロのトルセン式センターデフ

トルセン式クワトロシステムはエンジンブレーキでも優位性がある。車を減速するためにエンジンブレーキを使用する時、トルセン式のシステムでは、前後車軸にかかる「逆トルク」負荷が等しく安定化される。これは、エンジンの「推進」トルクが完全に機械的、自律的に分配されるのと全く同じやり方である。これによって、エンジンブレーキの効果を4つの車輪およびタイヤ全てに分散することができる。トルセン式クワトロ搭載車両は、前あるいは後車軸でのグリップ喪失によって制御を失う危険性がより低くして、減速下でより安定な高速旋回を遂行することができる。
しかしながら、このクワトロシステムの構成にはいくつかの制限がある。
1. エンジンおよびトランスミッション部分が船首/船尾（縦置き）配置のため、前車軸がエンジンよりも後方へ置かれる。これによって、一部のアウディ車は「ノーズヘビー」と批判されている。前後重量配分は55:45となる。
2. トルセンの特性は、（コンピュータ制御クラッチができるように）積極的にトルクを割り振るよりむしろ、最もグリップが低い側と最もグリップが大きい側のデフを越えたトルク差を支えるという点において、差動制限装置（英語版）（LSD）の特性と似ている。この特性のため、トルセンは最低グリップ量の車軸で利用可能なトルクによって最大グリップの車軸へ供給できるトルク量が制限される。したがって、もし一方の車軸のグリップがゼロとすると、トルクバイアス比（TBR）に関係なく、もう一方の車軸には実質的なトルクが供給されない。極端な場合、単一の車輪がトラクションを完全に失うと、その他の3つの車輪には非常に限られたトルクした供給されない。アウディはこの制限に対して、最初のトルセン搭載車では手動ロック式リヤデフを追加することで対応した。後にはこれを電子デフロック（EDL）で置き換えた。EDLは個別のホイールスピンを制限するために個別の車輪ブレーキを使うことができる（ABSセンサによって監視される）。EDLはフロントデフとリア（オープン）デフの両方にわたって実装され、80 km/h未満で動作する。これは、単一の低トラクション車輪からのトルクを増大させる効果があり、それによってトルセンによって残りの高トラクション車輪へ多くのトルクを送ることができるようになる。
3. 標準（I型またはT1）トルセンが50:50の固定トルク比を支える、すなわち入力トルクは両方の出力シャフトにわたって等しく固定されるのに対して、T1のトルクバイアス比（TBR）は2.7–4.1である。すなわち、トルクが最もトラクションが低いシャフトで利用可能なトルクのおよそ3倍から4倍のトルクを最もトラクションが高い出力シャフトへ供給することができる。しかしながら、本来的にT1トルセンはほとんどの状況下でロック（出力シャフトが互いに固定）される。TBRに達した時（すなわち、TBRによって支持できるよりも出力シャフト間のトルク差が大きくなった時）にのみ、出力シャフトは互いに相対的に回転し、デフがアンロックされる。この特徴のため、（センター）デフの両出力間のトルク移動は、TBRの制限内において、比較的自由である。そのため、センターデフ装置におけるT1トルセンの固定トルク配分は、50:50ではなく、車両の重量配分（英語版）を反映する。標準的な車では、これは安定性、加速、およびトラクションの観点から望ましいが、ハンドリング（英語版）（アンダーステア）の観点からは望ましくないことがある。2.7:1のTBRを持つ標準のクワトロ・トルセンT1がほとんど条件において十分過ぎるほどであるが、より高いTBR（4:1）を持つトルセンT1デフが利用可能であり、より広いトルク分割を支えることによってさらにアンダーステアを抑えることができる。しかしながら、より良い解決策はトルクを両出力シャフト間（前と後ろ）で直接的に分配することであり、この理由からアウディは最新数世代のクワトロにおいて3型（T3）設計を採用している。

### トルセン・C型 (T3)
トルセンT3センターデフは、センターデフ装置のために開発された小型の容器内で遊星歯車機構とトルセンデフを組み合わせる。トルク分割が名目50:50のT1トルセンと異なり、T3トルセンでは、遊星歯車機構の使用により、トルク分割は前40:後60と非対称である（すなわち、グリップが前後車軸で等しい時、トルクの40%が前車軸に、60%が後車軸に送られる）。T1トルセンと同様に、トルクはトラクション状況に依存して動的に配分されるが、実際は静的バイアスがかかっている。T3は後輪駆動車により似たハンドリング特性と車両動力学を可能にする。この非対称トルセンは高く評価される2006年モデルアウディ・RS4（B7系）で初めて導入された。3 型トルセンは2006年から2008年のアウディ・S4およびRS4 B7マニュアルトランスミッションモデルや、2007年からのS6、S8、Q7モデルで使われた。
前後車軸間や左右の車輪間のトルク分割は、クワトロシステムの様々な進化、ドライバーが選択可能な手動ロックデフ〔後車軸のみ〕、そして最終的には電子デフロック（EDL）付きのオープンデフを通して達成されてきた。EDLは電子システムであり、電子安定性プログラム（ESP）の一部として既存のアンチロック・ブレーキ・システム（ABS）を利用する。車軸の一方の空転している車輪にブレーキをかけるだけで、トルクをトラクションを持つ車輪へと伝達することができる。

### 冠歯車センターデフ
アウディは2015年式RS5で新世代クワトロを市場に出した。重要な変化はトルセンC型センターデフをアウディが開発した「冠歯車」（クラウンギア）デフで置き換えたことである。これは通常のオープンデフと一見同じであるが、いくつか重要な違いがある。

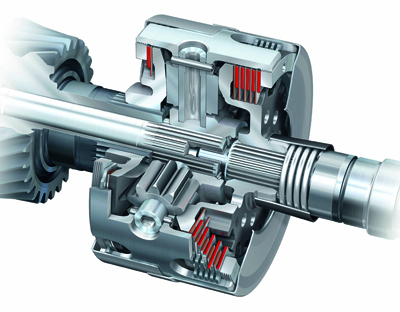
アウディ・クワトロの冠歯車センターデフ

1. 中央のキャリア（ディファレンシャルケース）とそれに結び付いたスパイダー歯車（ディファレンシャルピニオンギア）は前および後ドライブシャフトと連結した2つの冠歯車と直接的につなぎ合わさっている。
2. 2つの冠歯車は異なる直径でスパイダー歯車とつなぎ合わさっており、スパイダー歯車によって回転される時に異なるトルクを生み出す。これは平常時で前後のトルク配分が40:60となるように調整されている。
3. それぞれの冠車は対応する出力シャフトへ直接的につなぎ合わさっているのに対して、スパイダーキャリアはクラッチパックを使ってそれぞれの出力シャフトへつなぎ合わさっている。これにより、定常時のトルク配分の他にトルク配分を制御できるようになる。

一方の車軸がグリップを失うと、ディファレンシャル内部で異なる回転速度が生じ、これによってクラッチ板を閉じさせる軸力が増大する。クラッチ板が閉じると、出力シャフトはロックされ、トルクの大半がよりトラクションを得ている車軸へと流れる。冠歯車デフでは、後ろへ流すことができるトルク配分は最大85%、前へは最大70%である。
冠歯車デフの特性により、トルセンC型に対して以下のような利点がある。
1. フルロックがあり、より安定なトルク配分を構成する能力。対して、トルセンはトルクバイアス比までしかトルク配分を供給できない。すなわち、冠歯車デフはバイアス比にかかわらず、完全にロックできる。トルセンとは異なり、冠歯車デフは差動制限装置（LSD）のようには動作せず、一方の出力シャフトのトラクションがゼロでも、完全にロックして動作できる。
2. 制御電子装置とより簡単に統合でき、アクティブリアスポーツディファレンシャルありでもなしでも四輪電子トルクベクタリングが可能になる。
3. 大きさと重量のかなりの削減（4.8 kg。トルセンC型よりも2 kg程軽い）

クワトロにおけるこの優位性の最終結果として、車両の電子制御装置は、旋回時、加速時、制動時、またはこれらのいかなる組み合わせにおいても、全てのトラクション状況において車両の動力学を完全に制御できる。

### 歴史
以下は便宜上の世代区分であり、アウディは公式にクワトロを特定の世代に区分したことがない。

#### 第1世代

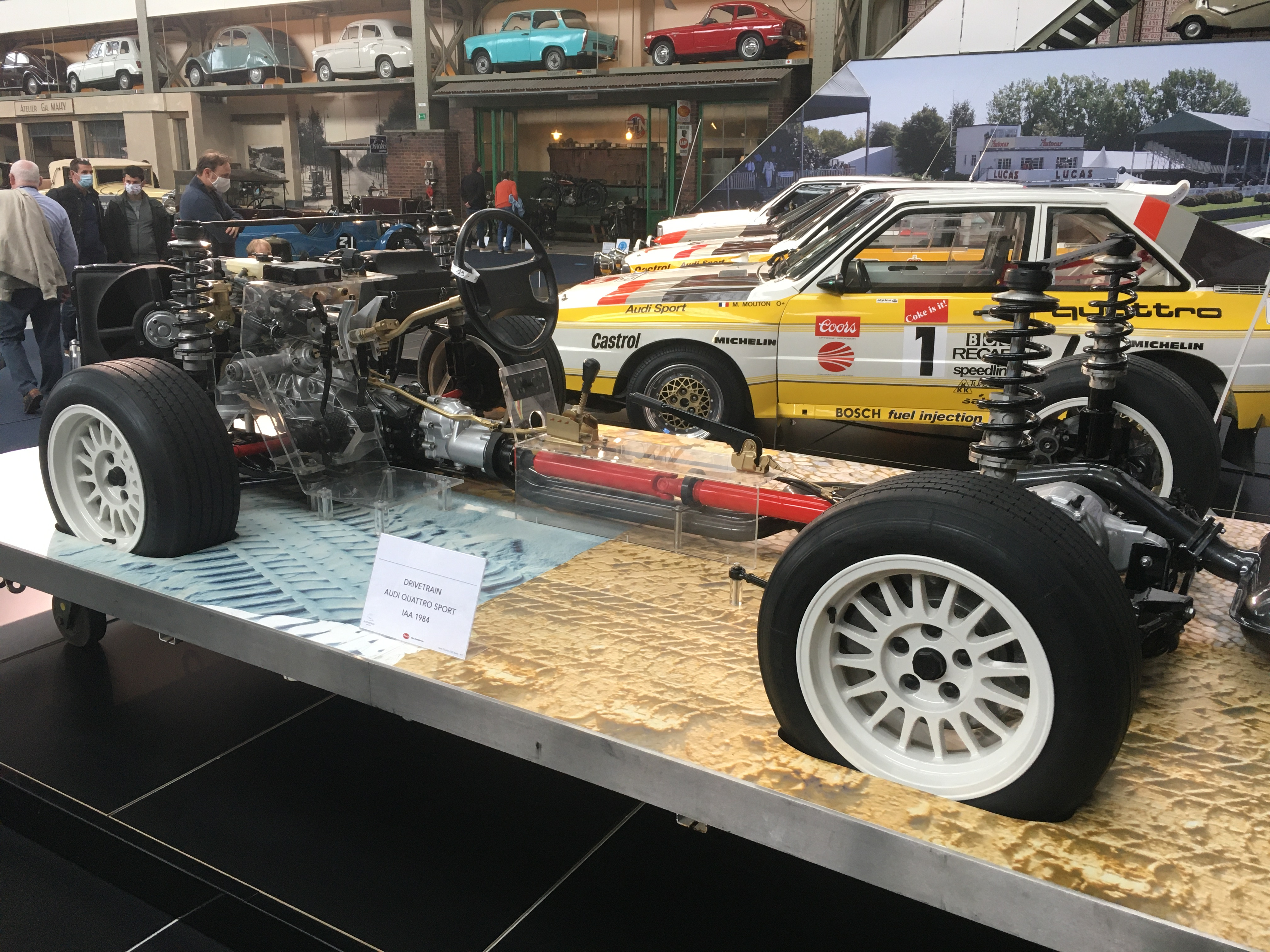
初代クワトロの機構の実物展示

クワトロ（1987年まで）、80（B2）、クーペ・クワトロ（B2）、100（C3、1987年まで）に搭載された。また、1984年からは80とプラットフォームを共有するフォルクスワーゲン・パサート（B2）にも「シンクロ」として搭載された。
- システム: 常時四輪駆動
  - オープンセンターデフ - センターコンソール上のスイッチで手動ロック可能（ロックするとABSが無効化）
  - オープンリアデフ - センターコンソール上のスイッチで手動ロック可能（ロックするとABSが無効化）
  - オープンフロントデフ - ロックなし

#### 第2世代
クワトロ（1988年以降）、100（C3、1988年以降）、80/90クワトロ（B3）、80/S2/RS2（B4）、100クワトロ/A6/S4（C4）に搭載された。
- システム: 常時四輪駆動
  - トルセンセンターデフ - 基本前後トルク配分50:50、いずれかの車軸に最大75%までトルクが自動的に配分される。
  - オープンリアデフ - サイドブレーキの隣に位置するセンターコンソール上のスイッチで手動ロック可能（ロックするとABSが無効化、速度が25 km/hを超えると自動的にロック解除）。
  - オープンフロントデフ - ロックなし。

#### 第3世代
V8にのみ搭載された。
- システム: 常時四輪駆動
- （オートマチックトランスミッション車）
  - 遊星歯車センターデフ - 電子制御多板ロッククラッチ付き
  - トルセンT1リアデフ
  - オープンフロントデフ
- （マニュアルトランスミッション車）
  - トルセンT1センターデフ
  - トルセンT1リアデフ
  - オープンフロントデフ

#### 第4世代
A4/S4/RS4（B5）、アウディ・A6/S6/オールロードクワトロ/RS6（C5）、アウディ・A8/S8に搭載された。また、フォルクスワーゲン・フェートンとフォルクスワーゲン・グループDプラットフォームの各姉妹車でも使われた。フォルクスワーゲン・トゥアレグはトランスミッション、動力伝達装置（PTU）、前車軸が分離した4Xmotionを使用した。
前世代からの手動ロックリアデフは電子デフロック（EDL; ABS車輪速センサを介してホイールスピンを検出して、空転している車輪にブレーキをかけ、それによってよりトラクションを得ている逆側の車輪へとオープンデフを介してトルクを伝達する）付きの従来型のオープンデフへと置き換えられた。EDLは全てのクワトロモデルで最大80 km/hまでの速度で機能する（非クワトロモデルでは最大40 km/h）。
- システム: 常時四輪駆動
  - トルセンT1センターデフ - 基本前後トルク配分50:50、前後いずれかの車軸に最大75%までトルクが自動的に配分される。
  - オープンリアデフ - 電子デフロック（EDL）[6]。
  - オープンフロントデフ - 電子デフロック（EDL）[6]。

#### 第5世代
RS4/S4（B7、MTのみ）で初めて採用され、2007年にはS4、S6、S8の全商品群で採用された。
- システム: 常時非対称四輪駆動
  - トルセンT3（C型）センターデフ - 基本前後トルク配分40:60。4:1の高バイアスセンターデフを使って一方の車軸へトルクが最大80% まで自動的に配分される。ESPの助力を得て、最大100%のトルクを一方の車軸へ伝達することができる。
  - オープンリアデフ - 電子デフロック（EDL）[6]。
  - オープンフロントデフ - 電子デフロック（EDL）[6]。

##### ベクタリング・クワトロ・システム
アウディの新型スポーツディファレンシャルは第5世代クワトロで「トルクベクタリング」を導入した。初搭載されたA4（B7）では、アウディのスポーツディファレンシャルによって、後車軸を横断するトルクの動的割り当てが可能になった。現在は全てのクワトロモデルでオプションとなっている。センターデフは前40:後60の非対称トルセン（C型）を使用し続けている。スポーツディファレンシャルが通常のオープンリアデフを置き換えているのに対して、前車軸はEDL付きのオープンデフのままである。
トルクベクタリング後車軸デフはマグナ・パワートレイン社によって設計、製造され、アウディ・A4、A5、A6とその派生モデル（RSモデルなど）で提供されている。スポーツディファレンシャルは後車軸輪へとトルクを選択的に配分し、ヨーモーメントを生成する。これによってハンドリングが改善し、またオーバーステアまたはアンダーステア時に車両を安定化させることで、安全性が向上する。
スポーツディファレンシャルはデフで2つのスーパーポジション（ステップアップ）ギア（重ね合わせ歯車）を使うことによって動作する。これは、ディファレンシャルの冠歯車の両側の多板クラッチを介して動作する。ソフトウェア（横および縦ヨーセンサ、ABS車輪センサ、およびステアリングホイールセンサを使用する）によって要求された時、制御ソフトウェア（リアデフに近い制御ユニット内に位置する）が関連するクラッチパックを作動させる。これによって、出力シャフトの駆動がステップアップ歯車を通して取り付けられた車輪へと伝わるのに対して、もう一方のシャフトは直接車輪を駆動させ続ける（すなわち、クラッチパックは作動されていない）。より回転速度が高い出力シャフトは車輪へのより大きなトルクを生み出し、ヨーモーメントが生まれる。正常な動作では、増大したトルクは旋回の外側の車輪へと伝えられ、これによって車両の旋回モーメントが増大する。言い換えると、ステアリングホイールによって示された方向へ積極的に旋回するようになる。

#### 第6世代
RS5で初めて搭載された。この世代での重要な変化はトルセンC型センターデフをアウディが開発した「冠歯車」デフで置き換えたことである。新開発の「冠歯車」センターデフにより、最大70%のトルクを前輪に、最大85%のトルクを後輪に加えることができる。クワトロにおけるこの優位性の最終結果として、車両の電子制御装置は、旋回時、加速時、制動時、またはこれらのいかなる組み合わせにおいても、全てのトラクション状況において車両の動力学を完全に制御できる。このシステムはその後、A7、A6およびA8の最終世代によって採用された。

### ボルグワーナー
フォルクスワーゲン・トゥアレグおよびポルシェ・カイエンとプラットフォームを共有するアウディ・Q7はそれ以前のモデルと同じ基盤（クワトロシステム）を使用していない。代わりに、ボルグワーナーが4WDシステムを提供する。ここでは、トルセン3型（T3）デフが使われている。

### ウルトラ
アウディは2016年2月に「ウルトラテクノロジー」をクワトロに搭載した新型車を発表した。これは縦置きエンジンを持つプラットフォーム上で使用するための前輪駆動に偏った（100%前輪駆動が可能な）システムである。

## 横置きシステム
1974年のフォルクスワーゲン・グループの初の主流横置きエンジン車以降、Aプラットフォーム車でも四輪駆動（4WD）が検討されてきた。このプラットフォームの第2世代で初めて4WD車が市場に出た。1980年代中頃の横置きのエンジンとトランスミッションを持つMk2ゴルフsyncroはそのトルクのほとんどを主に前車軸に送っていた。
動力伝達装置（PTU）がトランスアクスルに繋がれ、次にプロペラシャフトを介して後車軸と結び付いている。PTUはまた、自身を通してトルクを前車軸に供給する。後車軸では、トルクはまずビスカスカップリングを通して送られ、その後最終駆動装置へと達する。
Mk4世代A4プラットフォームから、ビスカスカップリングが廃止され、ハルデックス・トラクション社製電子油圧式リミテッドスリップ「カップラー」（LSC）またはクラッチが使われるようになった。ハルデックス・トラクションのLSC装置は差動装置（デフ）ではなく、したがって新の意味でデフのようには動作できない。ハルデックス・トラクション装置は最大100%のトルクを後車軸へ送ることができる。多くの人々がハルデックスシステム上のトルク配分に困惑させられる。通常の動作条件下では、ハルデックスクラッチは5%のトルク伝達比で動作する。車の車輪速センサが左右前輪が共にトラクションを失ったと判断する悪条件下では、ハルデックスクラッチは100%の締結力でロックできる。これは、全てのトルクが後車輪へと送られることを意味する。左右輪間のトルク分割は従来型のオープンデフによって達成される。駆動される軸の片側がグリップを失ったとすると、ESPの電子デフロック（EDL）コンポーネントがこれを制御する。EDLは単一の空転輪へブレーキをかけ、したがって、トルクはオープンデフを介して逆側の車輪へと車軸を横断して伝達される。ハルデックスの四輪駆動システムを搭載する全ての横置きエンジン車で、EDLは前輪のみを制御し、後輪は制御しない。
ハルデックス・トラクション製LSCシステムのトルセン式システムに対する主な優位性としては、燃費のわずかな向上（必要でない時は後車軸がデカップリングされ、それによって摩擦による駆動系の損失が低減する）、横置きエンジン配置によって機関室を短くして乗員室をより広く確保できる、という点が挙げられる。同一モデルの単なる前輪駆動版と比較した時のハルデックスのさらなる優位性は、より釣り合いのとれた前後重量配分である（ハルデックスのセンターデフの位置が後車軸に隣接しているため）。
ハルデックス・トラクションシステムの不利な点としては、車両が前輪駆動固有のハンドリング特性を有していること（エンジンブレーキ時に前輪にのみ負荷が掛かっているため、そしてハルデックスシステムの問題が起きてから対応する特性とエンジンパワーの再配分のわずかな遅延時間が原因）、ハルデックスLSC装置が追加のメンテナンスを必要とすること（6万km毎にオイルとフィルターの交換が必要。対してトルセンは一般的にメンテナンスフリーと考えられる）、などが挙げられる。もう1つの重要なハルデックスシステムの不利な点は、4つのタイヤ全てが同じ摩耗度合い（と回転半径）を必要とすることである。これは、ハルデックスが4つの全ての車輪速センサからのデータを必要とするためである。最後の重要な不利な点は、トランク容量の減少である。これは、嵩高いハルデックスLSC装置によって10センチメートルほどトランクの床の高さが上がってしまうためである。

### ビスカスカップリング
この4WDシステムはフォルクスワーゲンブランドの車でのみ使われ、アウディ・R8を除いてアウディ車では使われなかった。
前述したビスカスカップリング4WDシステムは、フォルクスワーゲン・ゴルフMk2やジェッタを含む横置きエンジンのA2プラットフォーム車のMk2世代で使われた。また、フォルクスワーゲン・タイプ2 (T3)、ゴルフおよびジェッタのMk3世代、第3世代のフォルクスワーゲン・パサートB3、フォルクスワーゲン・ユーロバンでも使われた。
フォルクスワーゲン・タイプ2のシステムは後輪駆動寄りで、エンジンとトランスアクスルは車両後方にあるが、ビスカスカップリングは最終駆動装置近くの前車軸に位置している。この4WDシステムはSyncroと呼ばれた。
- システム: 自動四輪駆動（オンデマンド式）
  - センターデフの代わりにビスカスカップリングと搭載。制動時に駆動軸を切り離すためにフリーホイール機構を備える。
  - オープンリアデフ（タイプ2では機械式デフロックがオプション）
  - オープンフロントデフ（タイプ2では機械式デフロックがオプション）

通常、前輪駆動車（タイプ2を除く）で使われる。通常の走行条件では、トルクの95%が前車軸へ送られる。ビスカスカップリングは「遅い」（シリコン流体が熱くなって固まるまでにいくぶんの時間を要する）と見なされるため、ビスカスカップリングへと「プリテンション」を掛けて有効化するまでの時間を低減するために、トルクの5%は常時後車軸へと送られる。ビスカスカップリングは滑りが生じた時にロックし、トルクの最大50%近くが後車軸（タイプ2では前車軸）へと自動的に送られる。路上では、片側前輪と片輪後輪がトラクションを失うと車は動かなくなる。
リアデフ内部に搭載されるフリーホイール部分は、ビスカスカップリングをロックさせず、ABSが独立にそれぞれの車輪に制動をかけることを妨げることなく、後輪を前輪よりも速く回転させる。フリーホイールのため、車両が前身している時にのみトルクが後車軸へと伝達される。後退時に四輪駆動が働くように、負圧作動式の「ストッロル制御エレメント」がディファレンシャルケースに搭載される。この装置はギアが後退に入っている時にフリーホイール機構をロックする。フリーホイール機構はシフトレバーが右側へ押された時にアンロックされる。フリーホイールはギガが後退から離れた後ただちにはアンロックされない。これは、車が立ち往生して、運転手がギアを1速から後退に変えることによって車を揺すろうとする時に、フリーホイールがロックとアンロックを繰り返すのを防ぐためである。
この四輪駆動システムの不利な点は、ビスカスカップリングの作動時間と関連してる。
1. 滑りやすい路面で加速下で旋回してる時、後車軸が遅れて係合する。これは、車の挙動が（アンダーステアからオーバーステアへ）突然変化する原因となる。
2. 砂地の路面で発進する時、前輪駆動が連動する前に、前輪が砂を掘り下げてしまう。

### ハルデックス
1998年から、スウェーデンのハルデックス・トラクション製リミテッドスリップカップラー（LSC）装置がビスカスカップリングに取って代わった。ハルデックスはアウディ・S1、アウディ・A3、アウディ・S3、アウディ・TTのクワトロ（四輪駆動）版で使われている。また、フォルクスワーゲン・ゴルフ、フォルクスワーゲン・ジェッタ、およびゴルフR32のMk4およびMk5世代、フォルクスワーゲン・シャラン、第6世代フォルクスワーゲン・パサート、トランスポルターT5の4motion（四輪駆動）版でも使われている。アウディ車ではハルデックス製にも「quattro」の商標が、フォルクスワーゲンでは「4motion」の商標が使われ続けている。シュコダ・オクタヴィア4x4、セアト・レオン4、セアト・アルハンブラ4もハルデックスLSCを使用した。奇妙なことに、ブガッティ・ヴェイロンもハルデックスを利用しているが、トランスミッション、PTU、および前後車軸は別である。
- システム: 自動四輪駆動（オンデマンド式）
  - ハルデックス・トラクションLSC多板クラッチ（ECU電子制御） - 疑似センターデフとして機能する。
  - オープンリアデフ - 電子デフロック（EDL）なし
  - オープンフロントデフ - 電子デフロック（EDL）あり

通常は前輪駆動車。ハルデックス・トラクションLSC装置は最大100%のトルクを後車軸へ送ることができる。